# 12381 Hugoclaus
A 12381 Hugoclaus (ideiglenes jelöléssel 1994 PH30) a Naprendszer kisbolygóövében található aszteroida. Eric Walter Elst fedezte fel 1994. augusztus 12-én.